# Jean-Antoine de Baïf

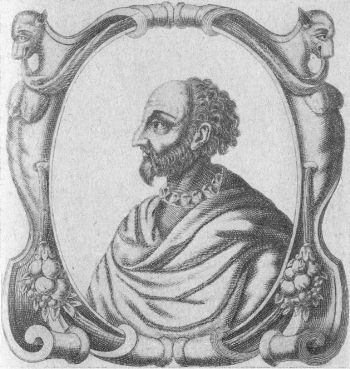
Jean Antoine de Baïf.

Jean Antoine de Baïf (Venecia, 19 de febrero de 1532 - París, 19 de septiembre de 1589) fue un poeta francés.
Hijo de Lázaro de Baïf (1496 - 1547), diplomático y humanista francés que había sido el protector en la Corte de un joven Pierre de Ronsard, Jean Antoine de Baïf, miembro de la La Pléyade, tuvo desde muy joven a los mejores maestros, en particular a Jean Dorat en el Colegio de Coqueret. Trató de adaptar a la poesía francesa el verso clásico con su particular prosodia y de reformar la ortografía.
Escribió mucho, aunque ninguna de sus obras sea de primer orden. Escribió Los Amores de Melina (1552) y Los Amores de Francina en 1555); Los Meteoros, inspirándose en las Geórgicas de Virgilio (1567) ; el Pasatiempos (1573); Los Mimos, enseñanzas y proverbios (1576-1597), su mejor obra, una recopilación de sentencias en verso, género muy de moda en aquella época.
Baïf quiso introducir en la versificación francesa una nueva métrica, análoga a la de los clásicos; en lugar de establecer el ritmo teniendo en cuenta el número de sílabas, debería basarse en la disposición de las vocales breves y largas. También ideó una ortografía fonética.
En teatro, tradujo El eunuco de Terencio, y el Valiente (Miles gloriosus) de Plauto
- Datos: Q379941
- Multimedia: Jean-Antoine de Baïf / Q379941